# Vélez-Blanco
Vélez-Blanco este o municipalitate și un oraș din provincia Almería, Andaluzia, Spania, cu o populație de 2.001 locuitori.